# Файзабад (округ)
Файзабад (англ. Faizabad) — округ в индийском штате Уттар-Прадеш. Административный центр — город Файзабад. Площадь округа — 2765 км². По данным всеиндийской переписи 2001 года население округа составляло 2 088 928 человек. Уровень грамотности взрослого населения составлял 56,28 %, что ниже среднеиндийского уровня (59,5 %).